# Pogonortalis doclea
Pogonortalis doclea är en tvåvingeart som först beskrevs av Walker 1849.  Pogonortalis doclea ingår i släktet Pogonortalis och familjen bredmunsflugor. Inga underarter finns listade i Catalogue of Life.